# Klaro Marija Mizerit
Klaro Marija Mizerit, slovenski skladatelj in dirigent, * 12. avgust 1914, Tržič, Italija, † 3. januar 2007, Halifax, Kanada.

## Življenjepis
Bil je otrok družine italijanskega rodu. Oče mu je bil železniški uslužbenec Valentin (Valentino), mati mu je bila Josipina (Giuseppina) (roj. Vescovo).
Na Akademiji za glasbo v Ljubljani je končal študij kompozicije leta 1950 in dirigiranja leta 1951. Podiplomsko se je izpopolnjeval na Dunaju. Leta 1973 je dobil kanadsko državljanstvo.
Glasbeno kariero je začel kot violinist v orkestru Slovenske filharmonije, prva violina Slovenskega godalnega kvarteta in kot profesor na Akademiji za glasbo v Ljubljani. Od leta 1968 je živel in deloval v kanadskem Halifaxu, večinoma kot dirigent. Svojo dirigentsko pot je začel v Dubrovniku, kjer je bil dirigent Mestnega orkestra med letoma 1951 in 1958, nadaljeval pa v Koblenzu (Nemčija), med letoma 1958 in 1968. Do upokojitve leta 1989 je deloval kot dirigent »Atlantskega« simfoničnega orkestra, komornega orkestra in zbora, istočasno pa je bil direktor glasbenega konservatorija Maritime.
Njegove kompozicije so povezane z ljubeznijo do vokala. Že leta 1942 je prejel prvo nagrado Glasbene matice za skladbo Psalm. Njegov opus ni zelo obsežen, pa vendar vsebuje 5 simfonij, godalni kvartet, kantato in različne krajše skladbe.